# Lăcusteni
Lăcusteni es una comuna ubicada en el distrito Vâlcea, Rumania.

## Superficie
Posee una superficie de 32,07 kilómetros cuadrados.

## Demografía
Hasta 2021 la población era de 1196 habitantes, con una densidad de población de 37,29 habitantes por kilómetro cuadrado.